# نفق جناحي
النَّفق الجناحي (بالإنجليزية: Pterygoid canal)‏ ويسمى أيضًا نفق فيديوس (بالإنجليزية: vidian canal)‏، هو ممرٌ في العظم الوتدي للجمجمة، يمتد من الأمام إلى الثقبة الممزقة في الحفرة القحفية الوسطى إلى الحفرة الجناحيَّة الحنكيَّة. ينقل عصب [الإنجليزية] وشريان ووريد النفق الجناحي.

## صور إضافية

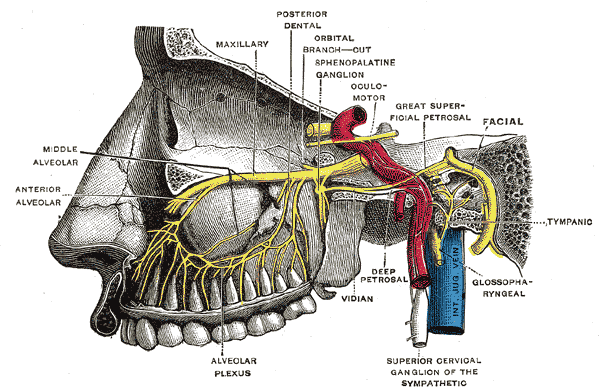
الفروع السنخية للعصب الفكي العلوي والعقدة الجناحية

## روابط خارجية
- شكل تشريحي: 22:4b-08 على موقع مركز سوني دونستات الطبي (تشريح بشري عبر الإنترنت).
- درسٌ تشريحي حول cranialnerves مُعدٌ بواسطة ويسلي نورمان (جامعة جورجتاون). (VII)